# Arthur Pember
Arthur Pember (Londra, 15 gennaio 1835 – LaMoure, 3 aprile 1886) è stato un calciatore, alpinista, avvocato, giornalista e scrittore britannico.

## Biografia
Pember è stato il primo presidente della Football Association, la federazione calcistica dell'Inghilterra; la sua carica è durata dal 1863 al 1867. Come calciatore, giocò per il No Names Club (anche noto come NN Kilburn).
Appassionato di alpinismo, nell'agosto del 1863 riuscì a scalare il Monte Bianco.